# Lijst van nummer 1-hits in de Radio 2 Top 30 in 2019
Deze hits stonden in 2019 op nummer 1 in de Vlaamse Radio 2 Top 30.
| Nummer | Datum        | Artiest                                           | Titel                       |
| ------ | ------------ | ------------------------------------------------- | --------------------------- |
| 758    | 5 januari    | P!nk                                              | A million dreams            |
| 759    | 12 januari   | Ava Max                                           | Sweet but psycho            |
|        | 19 januari   | Ava Max                                           | Sweet but psycho            |
| 760    | 26 januari   | André Hazes jr.                                   | Leef                        |
|        | 2 februari   | André Hazes jr.                                   | Leef                        |
|        | 9 februari   | André Hazes jr.                                   | Leef                        |
| 761    | 16 februari  | Mark Ronson & Miley Cyrus                         | Nothing Breaks Like a Heart |
| 762    | 23 februari  | Calvin Harris & Rag'n'Bone Man                    | Giant                       |
|        | 2 maart      | Calvin Harris & Rag'n'Bone Man                    | Giant                       |
|        | 9 maart      | Calvin Harris & Rag'n'Bone Man                    | Giant                       |
| 763    | 16 maart     | Lady Gaga                                         | Always Remember Us This Way |
|        | 23 maart     | Lady Gaga                                         | Always Remember Us This Way |
|        | 30 maart     | Lady Gaga                                         | Always Remember Us This Way |
| 762    | 6 april      | Calvin Harris & Rag'n'Bone Man                    | Giant                       |
|        | 13 april     | Calvin Harris & Rag'n'Bone Man                    | Giant                       |
| 763    | 20 april     | Lady Gaga                                         | Always Remember Us This Way |
|        | 27 april     | Lady Gaga                                         | Always Remember Us This Way |
| 764    | 4 mei        | Suzan & Freek                                     | Als het avond is            |
|        | 11 mei       | Suzan & Freek                                     | Als het avond is            |
| 765    | 18 mei       | Angèle                                            | Balance ton quoi            |
|        | 25 mei       | Angèle                                            | Balance ton quoi            |
| 766    | 1 juni       | Duncan Laurence                                   | Arcade                      |
|        | 8 juni       | Duncan Laurence                                   | Arcade                      |
|        | 15 juni      | Duncan Laurence                                   | Arcade                      |
| 767    | 22 juni      | Ed Sheeran & Justin Bieber                        | I Don't Care                |
|        | 29 juni      | Ed Sheeran & Justin Bieber                        | I Don't Care                |
| 766    | 6 juli       | Duncan Laurence                                   | Arcade                      |
| 768    | 13 juli      | Marco Borsato, Armin van Buuren & Davina Michelle | Hoe het danst               |
|        | 20 juli      | Marco Borsato, Armin van Buuren & Davina Michelle | Hoe het danst               |
|        | 27 juli      | Marco Borsato, Armin van Buuren & Davina Michelle | Hoe het danst               |
|        | 3 augustus   | Marco Borsato, Armin van Buuren & Davina Michelle | Hoe het danst               |
|        | 10 augustus  | Marco Borsato, Armin van Buuren & Davina Michelle | Hoe het danst               |
| 767    | 17 augustus  | Ed Sheeran & Justin Bieber                        | I Don't Care                |
| 769    | 24 augustus  | Shawn Mendes & Camila Cabello                     | Señorita                    |
| 768    | 31 augustus  | Marco Borsato, Armin van Buuren & Davina Michelle | Hoe het danst               |
| 769    | 7 september  | Shawn Mendes & Camila Cabello                     | Señorita                    |
|        | 14 september | Shawn Mendes & Camila Cabello                     | Señorita                    |
|        | 21 september | Shawn Mendes & Camila Cabello                     | Señorita                    |
| 768    | 28 september | Marco Borsato, Armin van Buuren & Davina Michelle | Hoe het danst               |
|        | 5 oktober    | Marco Borsato, Armin van Buuren & Davina Michelle | Hoe het danst               |
|        | 12 oktober   | Marco Borsato, Armin van Buuren & Davina Michelle | Hoe het danst               |
| 770    | 19 oktober   | Suzan & Freek                                     | Blauwe dag                  |
|        | 26 oktober   | Suzan & Freek                                     | Blauwe dag                  |
| 769    | 2 november   | Shawn Mendes & Camila Cabello                     | Señorita                    |
| 771    | 9 november   | Tones and I                                       | Dance Monkey                |
|        | 16 november  | Tones and I                                       | Dance Monkey                |
| 772    | 23 november  | Regard                                            | Ride it                     |
| 771    | 30 november  | Tones and I                                       | Dance Monkey                |
| 773    | 7 december   | Dua Lipa                                          | Don't Start Now             |
| 771    | 14 december  | Tones and I                                       | Dance Monkey                |
| 774    | 21 december  | Billie Eilish                                     | Everything I Wanted         |
|        | 28 december  | Billie Eilish                                     | Everything I Wanted         |